# Rathaus (Worms)

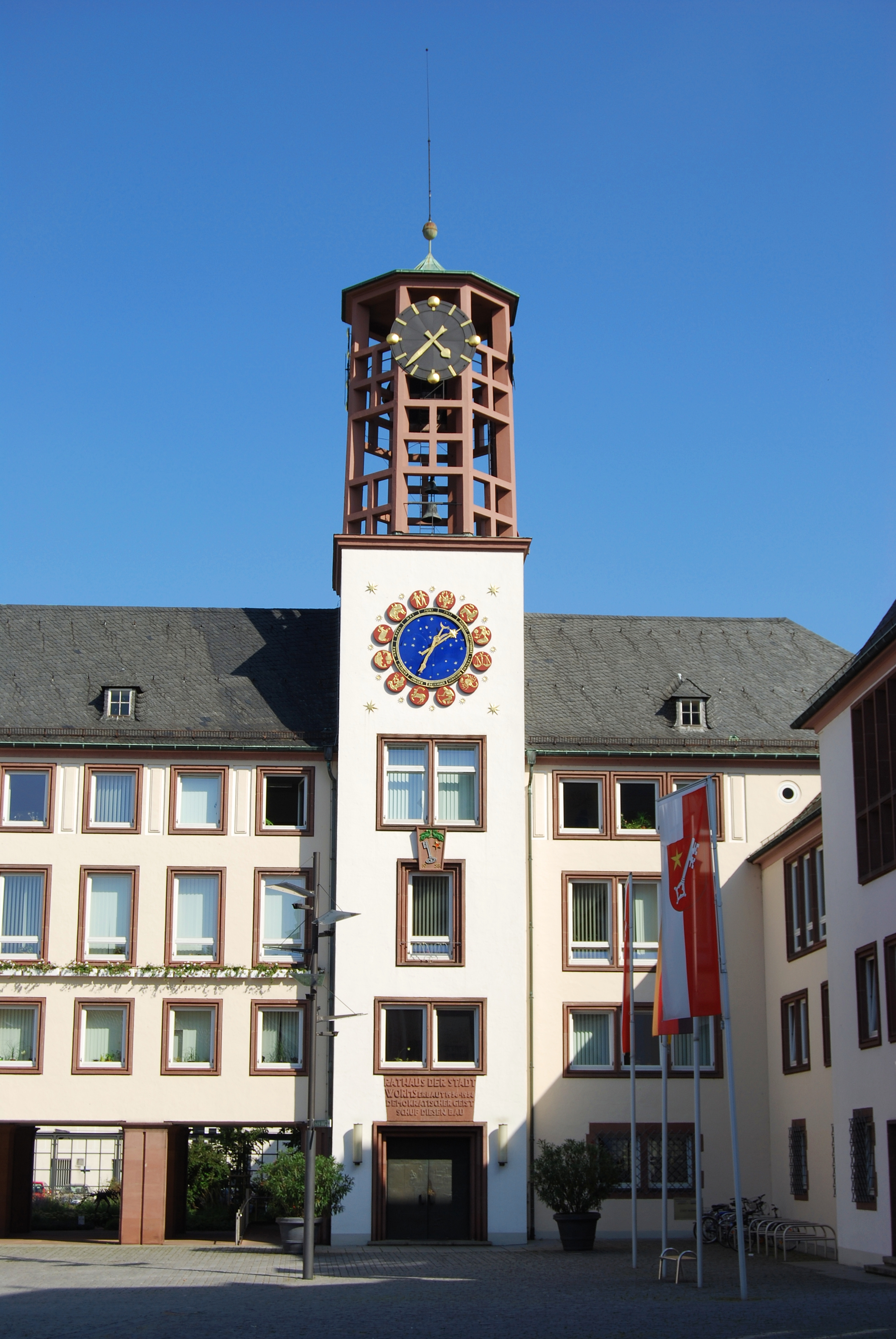
Neubau 1958 (Rudolf Lempp), Ansicht vom Marktplatz

Das Rathaus von Worms ist das Rathaus der Stadt Worms und besteht aus mehreren Bauteilen aus unterschiedlichen Epochen. Es befindet sich am Marktplatz im Zentrum der Wormser Altstadt.

## Geschichte

### Erstes Rathaus
Zwischen 1223 und 1230 kaufte der Stadtrat den steinernen Wohnturm „Zum Zöllner“, den mehr als 50 Jahre zuvor der Zolleinnehmer Werner errichtet hatte. Das Gebäude lag in der heutigen Hagenstraße. Der Stadtrat ließ es für seine Zwecke für 2000 Mark herrichten. Politisch brisant war das, weil sich der Stadtrat damit (auch) räumlich der Macht des Stadtherren, des Bischofs von Worms, entzog. Als der Konflikt 1232/33 ausgetragen wurde, endete das mit dem Abriss des Gebäudes. Der Stadtrat traf sich zu Beratungen – wie zuvor – unter Aufsicht des Bischofs in dessen Stadtresidenz, dem Bischofshof.

### Bürgerhof
1265 errichtete die Stadt auf einem Teil des gleichen Geländes den Bürgerhof, ein Zeughaus, in dem die Waffen für die Bürgerwehr gelagert waren. Zunächst hatte das Gebäude auch nicht die Funktion eines Rathauses. Erst Anfang des 15. Jahrhunderts verlagerten sich Ratssitzungen zunehmend nach dort, wobei aber formale Rechtsakte, Wahlen und Eidesleistungen immer noch im Bischofshof stattfanden. Der zeitgenössische Bürgermeister der Stadt Worms, Reinhart Noltz, bezeichnet dann 1495 den Bürgerhof ausdrücklich als Rathaus. Im 16. und 17. Jahrhundert kam es zu mehreren Erweiterungs- und Umbauten, die durch entsprechende Bauinschriften belegt sind. Dabei wurde 1598 auch das ursprüngliche Gebäude aus dem 13. Jahrhundert abgebrochen.

### Haus zur Münze

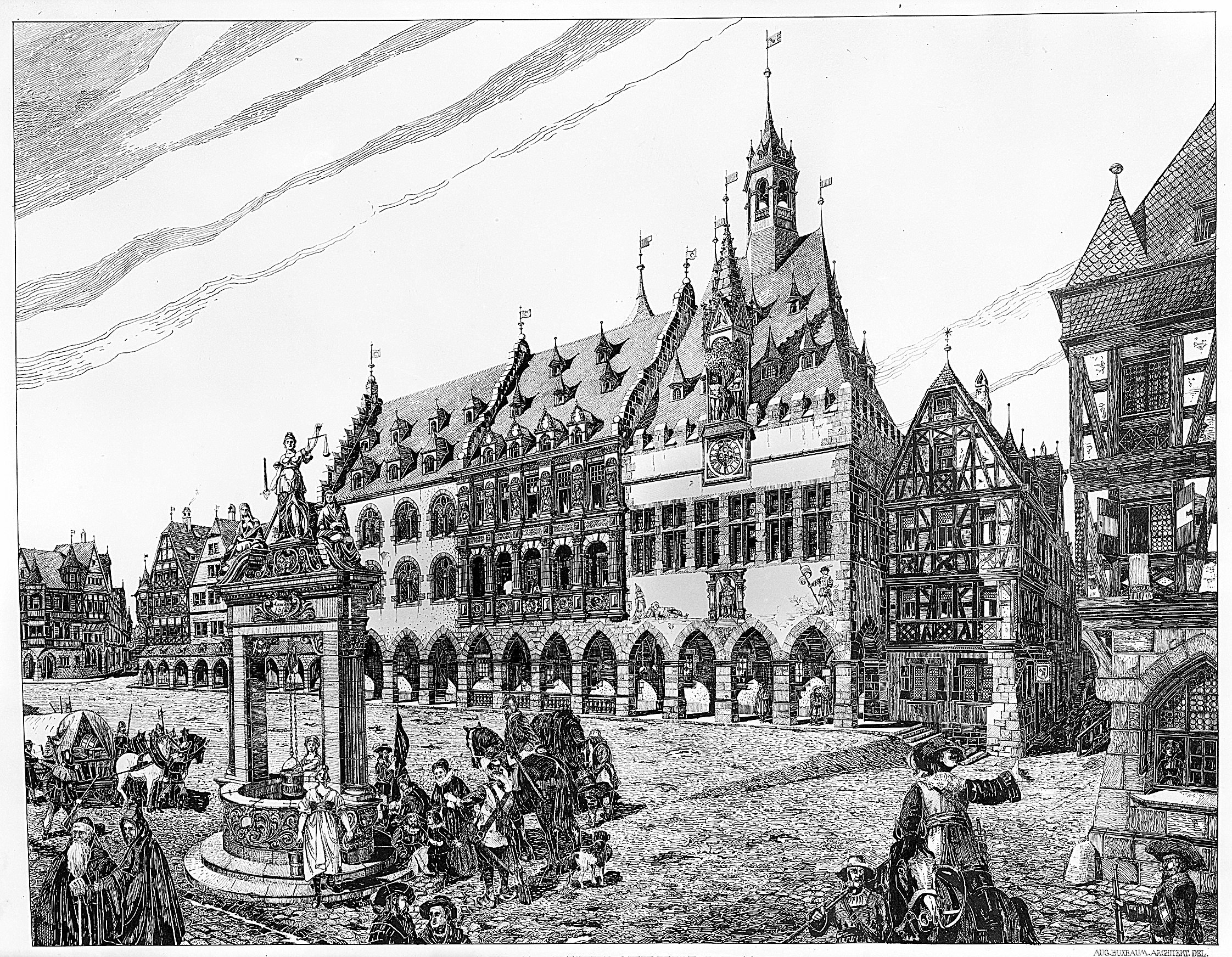
Rekonstruktion des Haus zur Münze von August Buxbaum (1876–1960)

Das Haus zur Münze war ein Komplex aus drei Gebäuden, der sich ab 1491 komplett im Eigentum der Stadt befand. Er stand entlang des Marktplatzes etwa im Bereich der heutigen Stadtbibliothek Worms und des Westteils der  Dreifaltigkeitskirche und bestand im Norden aus dem namensgebenden Gebäude „Münze“, das ursprünglich einer Genossenschaft gedient hatte, die Münzhandel betrieb, südlich daran anschließend dem städtischen Gerichtsgebäude und wiederum südlich davon und abschließend dem städtischen Backhaus. Dieser Gebäudekomplex wurde nun zunehmend zum Rathaus umgestaltet und – als Machtdemonstration gegenüber dem Bischof – prächtig bemalt: Ein Gedicht zur Kaiserverehrung und eine Inschrift zur Stadtfreiheit wiesen den Bischof in die Schranken, weiter gab es Darstellungen von Kriemhild, Siegfried und zwei Riesen.

### 1689 und die Folgen
Die Münze wurde 1689 im Pfälzischen Erbfolgekrieg durch Truppen König Ludwigs XIV. zerstört, der Bürgerhof schwer beschädigt. Es gab zwar eine Wiederaufbauplanung, da die Ressourcen in der völlig zerstörten Stadt aber anderweitig vordringlich eingesetzt werden mussten, wurde lediglich der Bürgerhof soweit repariert, dass er die Funktionen des Rathauses übernehmen konnte. Dabei blieb es über knapp 200 Jahre. Der nördliche Teil des Grundstücks, auf dem die Münze gestanden hatte, wurde mit dem Langhaus der Dreifaltigkeitskirche überbaut.

### Neubauten des 19. Jahrhunderts

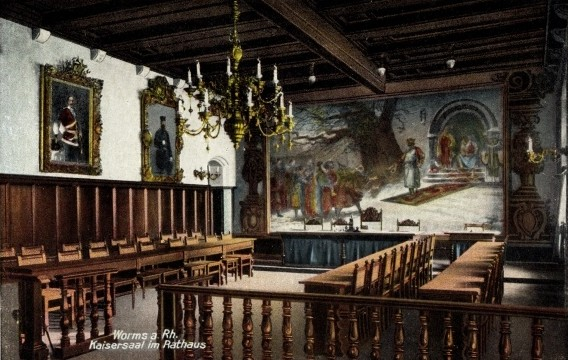
Ratssaal von Gabriel von Seidl

Erst der Aufschwung, der in Worms mit dem Anschluss an die Eisenbahn ab der Mitte des 19. Jahrhunderts einsetzte, der tatkräftige Oberbürgermeister Wilhelm Küchler und die Kontakte des Wormser Industriellen Cornelius Wilhelm von Heyl zu Herrnsheim in die Münchener Kunstszene verschafften Worms wieder ein modernes, repräsentatives Rathaus. 1883 wurde Gabriel von Seidl mit der Arbeit beauftragt, im April 1885 konnte es eingeweiht werden. Das Gebäude erstreckte sich von der Bürgerhofgasse nach Westen entlang der damaligen „Ludwigs-Straße“ (heute: Hagenstraße) auf dem Gelände des alten Bürgerhofes. Im ersten Stockwerk befand sich der Ratssaal für den der Industrielle Nikolaus Andreas Reinhart ein monumentales Historiengemälde, ein Fresko von Hermann Prell, spendierte.

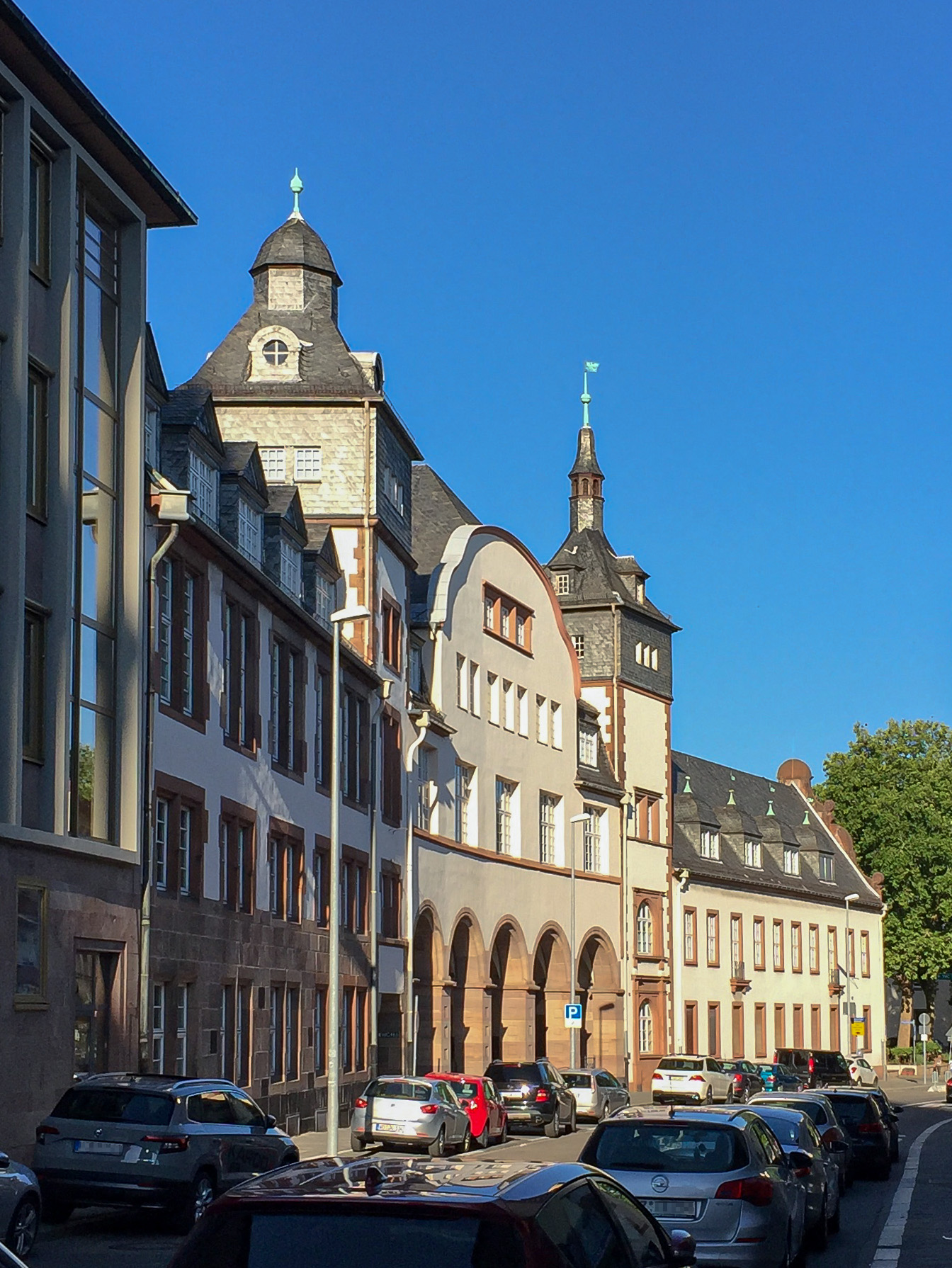
Die Fassaden des alten Wormser Rathauses entlang der Hagenstraße

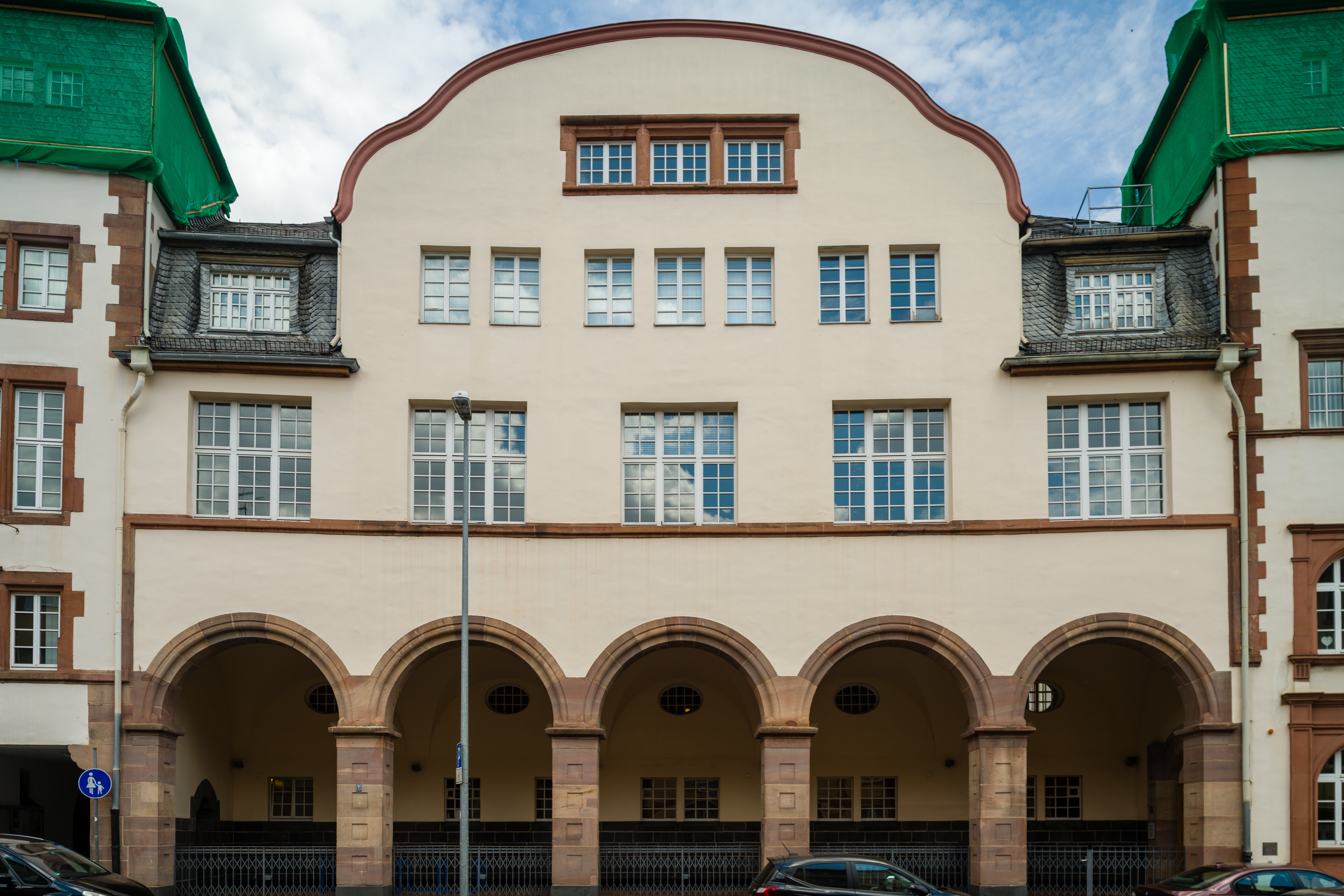
Fassade des alten Rathauses von Theodor Fischer

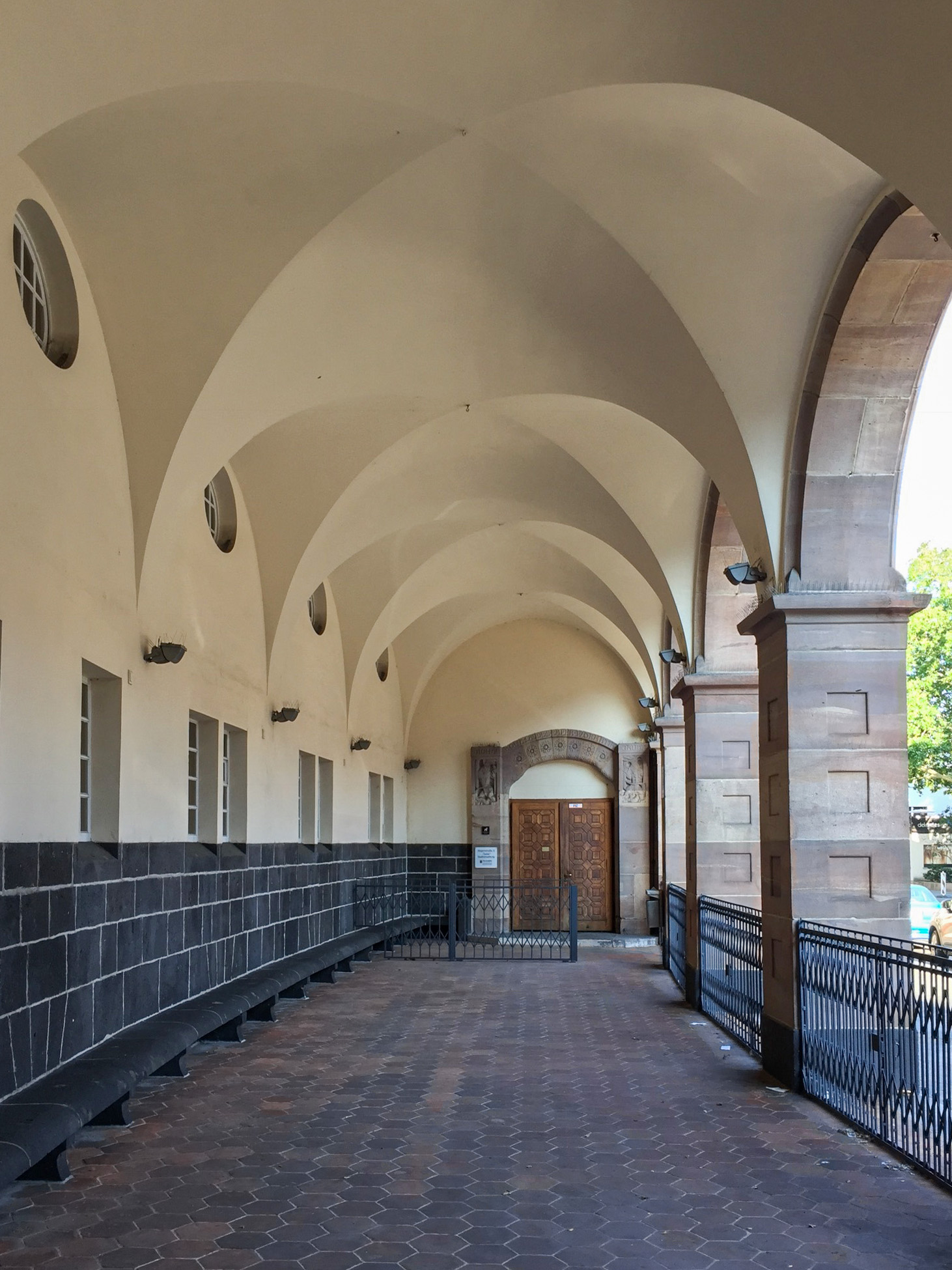
Die Arkadenhalle von Theodor Fischer

Das weiter rasante Wachstum der Stadt machte schon 20 Jahre später eine Erweiterung des Rathauses erforderlich. Zur gleichen Zeit bot die Familie von Heyl an, der Stadt ein repräsentatives Veranstaltungsgebäude auf dem nicht von der Dreifaltigkeitskirche überbauten südlichen Grundstücksteil der ehemaligen „Münze“ zu stiften, also unmittelbar westlich des ins Auge gefassten Rathaus-Anbaus. Die gemeinsame Bauaufgabe wurde dem Architekten Theodor Fischer übertragen. Das Veranstaltungsgebäude wurde nach dem Leitnamen der Familie von Heyl „Cornelianum“ genannt und enthielt außer dem großen Veranstaltungssaal, dem „Nibelungensaal“, weitere Veranstaltungsräume, ein Trauzimmer und ein Volksbad. Die künstlerische Ausgestaltung erfolgte durch Karl Schmoll von Eisenwerth, Georg Wrba und Adolf von Hildebrand. Der Einschnitt des Ersten Weltkriegs bedeutete des abrupte Ende eines mehr als ein halbes Jahrhundert währenden Aufschwungs der Stadt, der auch bewirkte, dass bis zum Zweiten Weltkrieg die bauliche Substanz des Rathauses nicht weiter verändert wurde. In den Luftangriffen auf Worms wurde der Komplex ausgebombt. Reste der Arkadenhalle des alten Rathauses blieben bestehen.

## Gegenwart

### Neubau
Der Wiederaufbau erfolgte nur teilweise, ergänzt um einen großen Neubau: Die Ruine des Cornelianums stand noch lange Zeit und wurde ca. 1960 abgerissen. Die Flügel von Theodor Fischer und Gabriel von Seidl blieben – soweit sie die Luftangriffe überstanden hatten – erhalten und wurden bis 1955 in vereinfachten Formen wieder aufgebaut. Neu war ein erheblich größerer Gebäudekomplex, der in den typischen Formen der 1950er Jahre erfolgte. Der Bauverantwortliche der Stadt, Walter Köhler, war schon unter dem nationalsozialistischen Regime in dieser Funktion tätig gewesen und blieb es auch jetzt. Er griff auf seine Planung von 1941 zurück, aufgrund derer er nördlich des Rathauses Gebäude für die NSDAP errichten wollte. Dieses neue Gebäude richtete seine Hauptfassade auf den neuen Marktplatz aus, der durch die Beseitigung aller Bauten zwischen Petersstraße und Dreifaltigkeitskirche entstand.
Rudolf Lempp nahm an dem Architekten-Wettbewerb teil und sein Entwurf wurde in überarbeiteter Form verwirklicht. Am 29. Juni 1957 wurde der Grundstein für das neue Rathaus gelegt, am 29. November 1958 wurde es eingeweiht.

### Baubeschreibung
Das neue Rathaus hat drei Obergeschosse und erstreckt sich um einen Innenhof. Das Erdgeschoss ist zum Marktplatz hin auf Pfeilern aufgeständert und zum Innenhof hin durchlässig. Das Gebäude trägt Walmdächer. Die Hauptfassade zum Marktplatz hin ist im Norden durch einen vorgestellten, um einen Stock niedrigeren kurzen Flügel und im südlichen Bereich durch einen eingestellten Rathausturm gegliedert, der eine astronomische Uhr und ein Glockenspiel trägt. Der Bau ist verputzt, die Fenstergewände bestehen aus Sandstein.
Das Gebäude ist heute ein Kulturdenkmal aufgrund des Denkmalschutzgesetzes.

## Wissenswert
Der heute älteste Gebäudeflügel entlang der Bürgerhofgasse beherbergt auch in durch den Zweiten Weltkrieg weitgehend unversehrten frühneuzeitlichen Räumen mit einer historistischen Ausmalung aus dem 19. Jahrhundert das „Reisstädtische Archiv“, heute Teil des Stadtarchivs Worms.